# Tour de France 2018/17. Etappe
Die 17. Etappe der Tour de France 2018 führte am 25. Juli 2018 über 65 Kilometer von Bagnères-de-Luchon nach Saint-Lary-Soulan. Es handelte sich um die kürzeste Massenstartetappe seit 30 Jahren.
Auf nur 65 Kilometern absolvierten die Fahrer drei Bergwertungen: Vom Start begann die 14,9 Kilometer lange Bergwertung der 1. Kategorie Montée de Peyragudes mit einer Durchschnittssteigung von 6,7 Prozent. Es folgte nach 37 Kilometern der Col de Val Louron-Azet, ebenfalls 1. Kategorie mit 8 % Steigung auf 7,4 Kilometern. 16 Kilometer vor dem Etappenziel beginnt der Col de Portet, eine Bergwertung hors categoire mit doppelter Punktzahl und 8,7 Prozent Steigung, an der zugleich der Sonderpreis Souvenir Henri Desgrange vergeben wurde. Erwartet wurde aufgrund der Kürze und Schwierigkeit eine vom Beginn an umkämpfte Etappe.
Eine weitere Besonderheit war die festgelegte Startreihenfolge: Die ersten 20 Fahrer in der Gesamtwertung mit dem Träger des Gelben Trikots in der Pole-Position starteten in der Spitze, dahinter die weiteren Fahrer entsprechend der Gesamtwertungsplatzierung in weiteren Gruppen. Der Veranstalter verspricht sich hiervon eine weitere Steigerung der Spannung.
Etappensieger wurde Nairo Quintana (Movistar Team) nach einem Angriff aus der Gruppe der Favoriten 14 Kilometer vor dem Ziel. Sein letzter Begleiter, Daniel Martin (Team UAD Emirates) wurde Zweiter mit 28 Sekunden Rückstand. Der Träger des Gelben Trikot Geraint Thomas (Team Sky) baute als Tagesdritter  mit 47 Sekunden Rückstand durch eine Attacke kurz vor dem Ziel seine Führung in der Gesamtwertung auf Tom Dumoulin (Fünfter mit 52 Sekunden Rückstand) und Thomas’ Teamkollege Vorjahressieger Chris Froome (Achter, 1:35 Minuten Rückstand) aus.
Am ersten Anstieg zur Montée de Peyragudes attackierte Tanel Kangert und gewann die erste Bergwertung. Aus einer größeren Verfolgergruppe schlossen der Führende in der Bergwertung Julian Alaphilippe und Kristijan Đurasek in der folgenden Abfahrt auf. Zu dritt überquerten sie den Col de Val Louron-Azet, an dem Alaphilippe die Bergwertung gewann. In der Abfahrt verlor Đurasek den Anschluss ebenso wie Alaphilippe zu Beginn des Col de Portet. Kangert wurde als letzter Ausreißer von Quintana eingeholt und erhielt die Rote Rückennummer.
Das Movistar Team des Etappensiegers Quintana, belegte mit Mikel Landa und Alejandro Valverde auch die Plätze 9 und 12 des Tagesklassements und übernahm die Führung in der Mannschaftswertung.
Der am Vortag gestürzte Philippe Gilbert startete aufgrund eines Kniescheibenbruchs nicht. Weitere Aufgaben gab es nicht.